# 金岡村 (静岡県)
金岡村（かなおかむら）は、静岡県東部、駿東郡にあった村である。現在の沼津市北端・金岡地区および北東部・門池地区にあたる。

## 歴史
- 1889年（明治22年）4月1日 - 町村制施行に伴い駿東郡東熊堂村、岡宮村、岡一色村、西熊堂村、東沢田村、中沢田村、西沢田村、沢田新田が合併し金岡村が成立。
- 1944年（昭和19年）4月1日 - 大岡村、静浦村、片浜村とともに沼津市に編入され消滅。